# アドベンチャーゲームノベル
アドベンチャーゲームノベルは創土社が刊行するゲームブックのレーベル。

## 概要
日本におけるゲームブックブームが終息してから約10年を経た2001年から展開しているレーベル。
東京創元社や二見書房の旧作の復刊や、完全新作の出版を行っている。構想のみに終わった旧作の続編製作も予告されているが、2013年現在、まだ実現例はない。
2014年に担当編集者であった酒井武之が創土社を退社した後は新作は刊行されていない。

## 作品
チョコレートナイト
著 : 鈴木直人 / 絵 : 如月あき / 項目数 : 500 / 2001年 ISBN 4-7893-0112-5
さる姫君が、父の病を治す薬と引き換えにコーシュマル城の魔法使いから結婚を迫られていた。姫を救うために立ち上がったのは、直立した猫のような外見の小人「ファジィ族」の勇者ポポレイポラだった。
レーベル第1作。長らくゲームブック作家としての消息を絶っていた鈴木直人の約10年ぶりの新作でもある。主人公のポポレイポラはスーパーアドベンチャーゲーム『パンタクル2』の登場人物であり、本作はいわゆるスピンオフ作品に当たる。
能力値やサイコロを用いた判定などはなく、記号をメモしていくだけで進行する簡素な造りになっている。
パンタクル1.01
著 : 鈴木直人 / 絵 : 虎井安夫 / 項目数 : 500 / 2002年 ISBN 4-7893-0114-1
1989年に東京創元社から出版された作品の改訂版。魔道士メスロンの活躍を描く。

展覧会の絵
著 : 森山安雄 / 絵 : 伊東弥生 / 項目数 : 531 / 2002年 ISBN 4-7893-0118-4
モデスト・ムソルグスキーの楽曲『展覧会の絵』をもとにしたゲームブック。1987年に東京創元社から出版された作品の再刊。

送り雛は瑠璃色の
著 : 思緒雄二 / 絵 : 高橋正輝（本文）、やまもとちかひと（表紙） / 項目数 : 270+50 / 2003年 ISBN 4-7893-0119-2
1990年に社会思想社から出版された作品の改訂版。『送り雛は瑠璃色の』と『夢草枕、歌枕』の2編を収録している。
流し雛や和歌などの日本古来の文化要素を盛り込んだ作品。キャラクターの成長などはなく、ゲーム性より文学性に重点が置かれている。

竜の血を継ぐ者
著 : 中河竜都 / 絵 : 高橋正輝（本文）、目黒詔子（表紙） / 項目数 : 440 / 2004年 ISBN 4-7893-0134-6
孤児院とは名ばかりの奴隷市場から逃げ出し、冒険者となったレイラ・ヴィーク。彼女の心残りは、ともに逃げようと誓った少年エリック・カーンとはぐれたきりになってしまったこと。誰よりも勇敢だったエリックは、その優秀さから「竜の血を引く」と噂されていた……。旅の中でローレンシア王国を訪れたレイラは、イアン王子が行方不明となったという触れ書きを目にする。王子の顔は、エリックにそっくりだった。
双方向型である本作は、一度倒した敵は再戦時には強さが2倍になり、その次には3倍になるという処理を行う。
公式にはコメントされていないが、1987年に東京創元社から刊行された古川尚美によるゲームブック『ドラゴンバスター』のリメイク作品である。物語や登場人物はまったく別のものだが、項目の構成や劇中の謎かけなどはほぼそのままである。
魔人竜生誕
著 : 松友健 / 絵 : MORBIDANCE GRAPHIX（本文）、上田宏志（表紙） / 項目数 : 615 / 2006年 ISBN 4-7893-0150-8
創土社ゲームノベルコンテスト第1回大賞受賞作。邪神を滅ぼす戦士として選ばれた青年の闘いを描く。

夢幻の双刃
著 : 松友健 / 絵 : 笛吹りな / 項目数 : 435 / 2009年 ISBN 978-4-7893-0161-9
耕治と徹也、幼馴染の少年2人が、世を蝕む邪神との戦いに巻き込まれた。共通の敵を相手にしながらも袂を分かった2人。彼らの道が再び交わる日は来るのか。
『魔人竜生誕』と世界観を同じくする、松友の第2作。2人の主人公を交互に操作していく形式であり、双方における選択によって結末は何種類にも分岐する。
ドラキュラ城の血闘 (Dracula's Castle)
著 : ハービー・ブレナン / 訳 : 高橋聡、フーゴ・ハル / 絵 : フーゴ・ハル / 項目数 : 178+137 / 2010年 ISBN 978-4-7988-0149-0
時に1912年。「杭を打ちこむだけの簡単な作業」という求人広告に釣られた主人公は、トランシルバニアまで連れてこられ、吸血鬼ドラキュラ退治のメンバーに組み入れられてしまう。
1つの舞台で繰り広げられる攻防戦を2つの視点から描いた作品。最初は人間としてドラキュラ城を探索するが、血を吸われてしまうと自らも吸血鬼となり、かつての仲間を狩り立てる側に回る。そして浄化された場合はまた人間に戻り……と両陣営を行き来することになる。
同著者による『グレイルクエスト』の番外編的な位置づけにある。1989年には二見書房から日本語訳が出版されていたが、『グレイルクエスト』完結後から2年ほど間が空いたため、同シリーズの日本人ファンの間でも知名度が低かった。
本来は「ニュー・クラシック・ホラー」という全2巻シリーズの第1巻にあたるが、第2巻『フランケンシュタインの呪い』の翻訳出版予定はない。かつて二見書房も翻訳権を取得したものの、内容が面白くなかったために刊行を取りやめたと言われる。

### ソーサリー
1985年に東京創元社から翻訳出版されたイギリス製ゲームブックを新訳で再刊。全4巻。
いずれも、著：スティーブ・ジャクソン / 絵：ジョン・ブランシュ / 訳：浅羽莢子。
1. シャムタンティの丘を越えて (The Shamutanti Hills)
項目数 : 456 / 2003年 ISBN 4-7893-0130-3
2. 魔の罠の都 (Kharé - Cityport of Traps)
項目数 : 511 / 2003年 ISBN 4-7893-0131-1
3. 七匹の大蛇 (The Seven Serpents)
項目数 : 498 / 2004年 ISBN 4-7893-0132-X
4. 諸王の冠 (The Crown of Kings)
項目数 : 800 / 2005年 ISBN 4-7893-0133-8

### グレイルクエスト
--1985年に二見書房から翻訳出版されたアイルランド製ゲームブックの再刊。2巻以降は新訳になっている。全8巻。
いずれも、著：ハービー・ブレナン / 絵・訳監修：フーゴ・ハル
1. 暗黒城の魔術師 (The Castle of Darkness)
訳 : 真崎義博 / 項目数 : 159 / 2004年 ISBN 4-7893-0141-9
2. ドラゴンの洞窟 (The Den of Dragons)
訳 : 日向禅 / 項目数 : 173 / 2006年 ISBN 4-7893-0142-7
3. 魔界の地下迷宮 (The Gate Way of Doom)
訳 : 日向禅 / 項目数 : 201 / 2008年 ISBN 4-7893-0143-5
4. 七つの奇怪群島 (Voyage of Terror)
訳 : 日向禅 / 項目数 : 203 / 2011年 ISBN 978-4-7988-0144-5
5. 魔獣王国の秘剣 (Kingdom of Horror)
訳 : 日向禅 / 項目数 : 250 / 2012年 ISBN 978-4-7988-0145-2

### ドルアーガの塔
1986年に東京創元社から出版された、ナムコのコンピュータゲーム『ドルアーガの塔』を原作とするゲームブックの改訂版。全3巻。
いずれも、著：鈴木直人 / 絵：虎井安夫
1. 悪魔に魅せられし者
項目数 : 500 / 2007年 ISBN 978-4-7893-0151-0
2. 魔宮の勇者たち
項目数 : 500 / 2008年 ISBN 978-4-7893-0152-7
3. 魔界の滅亡
項目数 : 790 / 2013年 ISBN 978-4-7988-0153-7

## 剣社通信
『パンタクル1.01』より各巻に付属する、折り込み情報紙。
作者対談、読者コーナー「剣歯虎の酒場」、イラストコーナー「剣画廊」、オリジナル迷路ゲーム「ラビリンストーリー」などを収録している。
2011年以降の作品には付属しない。